# Molières-Cavaillac
Molières-Cavaillac är en kommun i departementet Gard i regionen Occitanien i södra Frankrike. Kommunen ligger i kantonen Le Vigan som tillhör arrondissementet Le Vigan. År 2022 hade Molières-Cavaillac 903 invånare.

## Befolkningsutveckling
Antalet invånare i kommunen Molières-Cavaillac
Referens:INSEE